# Bataille des Hatteras Inlet Batteries
Guerre de Sécession
Livrée au début de la Guerre de Sécession, la bataille des Hatteras Inlet Batteries (bataille pour les forts édifiés par les sudistes sur les îles proches du Cap Hatteras, en Caroline du Nord) encore appelée bataille des Forts Hatteras et Clark, est un engagement apparemment peu important, mais qui eut de grosses conséquences sur le plan stratégique.
Deux forts tenus par les confédérés et situés sur les Outer Banks de la côte de Caroline du Nord sont conquis par une force amphibie nordiste, en 2 jours, les 28 et 29 août 1861 : les sudistes, mal équipés et en nombre inférieur, se rendent le 2e jour.
Le résultat est rapidement évident : le Sud perd la base qui lui permettait d'empêcher localement le commerce maritime du Nord - et le blocus des ports du sud par le nord peut s'étendre. De plus le gouvernement fédéral a maintenant accès aux eaux côtières de Caroline du Nord : les sounds (Baie d'Albemarle, Baie de Pamlico, Currituck Sound) et à leurs ports : New Bern, Elizabeth City, Edenton. Les unionistes peuvent même menacer l'arrière de la "Tidewater Virginia" (portion côtière basse de la Virginie) et en particulier le grand port de guerre confédéré de Norfolk.
La bataille des Hatteras Inlet Batteries est importante aussi 
- par l'effet psychologique favorable qu'elle apporte aux nordistes humiliés par la catastrophique et récente (un peu plus d'un mois) première grande défaite : la Première bataille de Bull Run (21 juin 1861).
- c'est la première illustration de l'efficacité du blocus instauré par le nord.
- c'est la première application tactique au cours de la Guerre de Sécession d'une opération amphibie et combinée.
- c'est la première application en Amérique d'une nouvelle procédure de combat : les navires de guerre tirent alors qu'ils sont en mouvement, ce qui les rend beaucoup moins vulnérables aux canons des batteries côtières.

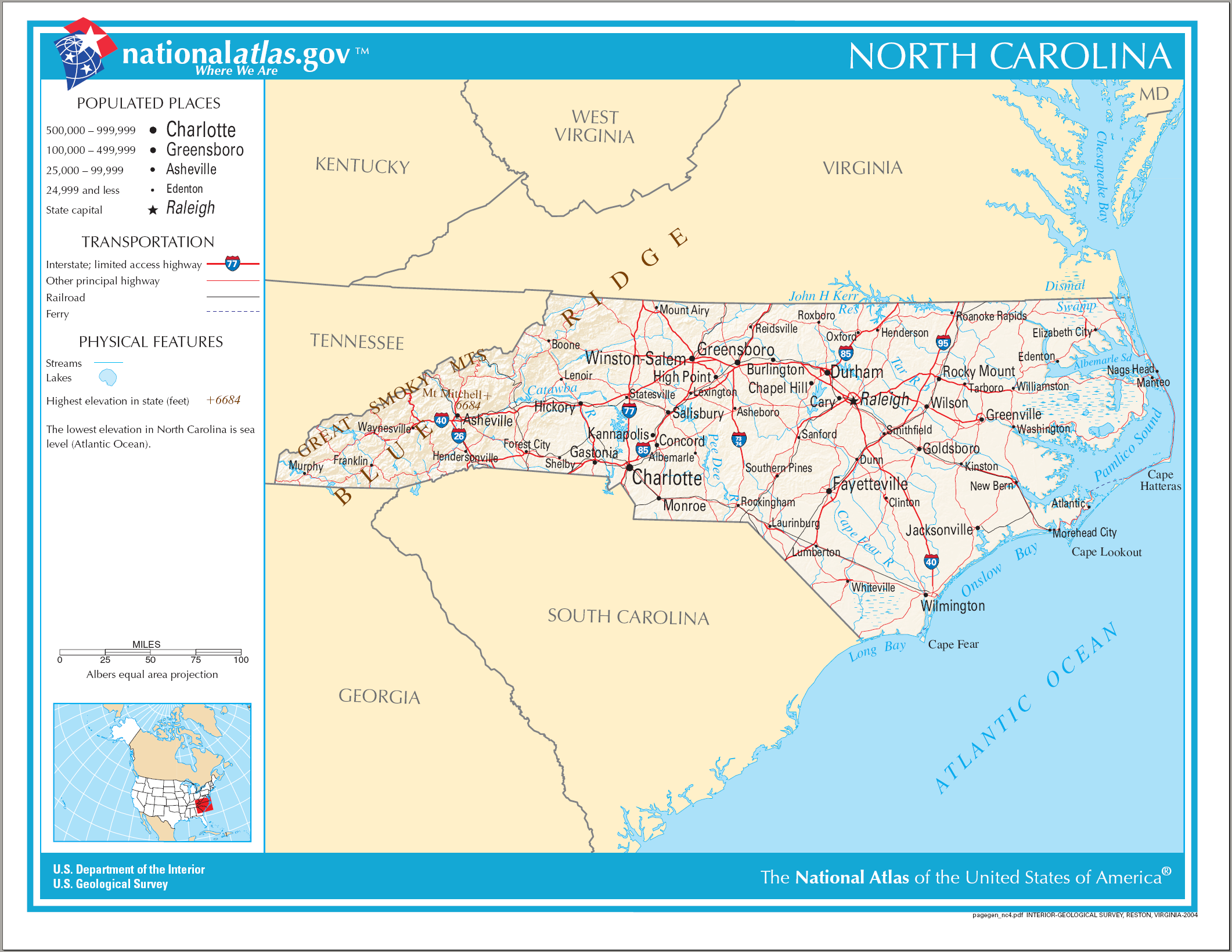
Carte de la Caroline du Nord montrant ses côtes : une mer intérieure (formée de plusieurs lagunes ou « sounds ») séparée de l'océan Atlantique par un chapelet d'îles basses (les Outer Banks), ainsi que la proximité avec la Virginie et la baie de Chesapeake.

## Contexte stratégique

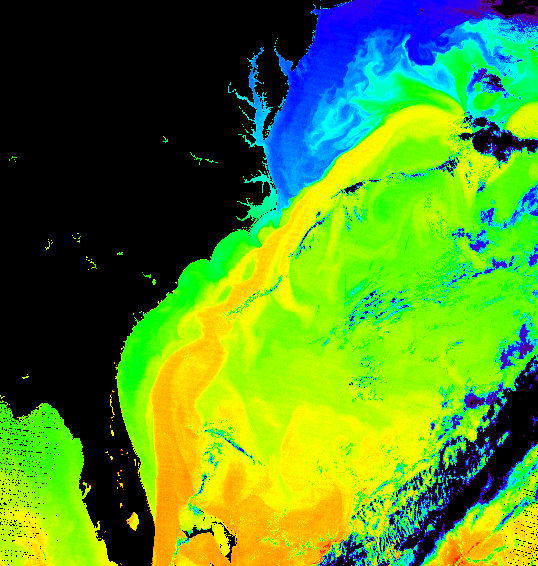
Le Gulf Stream affleure les côtes de Floride et de Caroline du Nord. À ce niveau, il rencontre les masses d'eau froides venues du nord, ce qui explique les particularités géophysiques et météorologiques de cette zone.

Aux mains des Confédérés, l'île Hatteras constitue une menace directe pour le commerce maritime du Nord : malgré les dangers (cette zone a été surnommée "le cimetière de l'Atlantique") qu'elle comporte, en particulier les écueils appelés "Diamond Shoals", les navires serrent en effet la côte en ce point, soit qu'ils veuillent se faire aider par le Gulf Stream lorsqu'ils remontent vers les ports américains du nord-est (New York, Philadelphie, Boston) - soit qu'ils aillent vers le sud.
Les confédérés pensèrent qu'un de leurs navires, qu'il soit corsaire ou de la flotte de guerre, n'aurait qu'à s'embusquer près d'un fort construit sur l'île Hatteras et là, à l'abri du mauvais temps et de la croisière des nordistes, il lui suffirait d'attendre qu'une vigie lui signale du haut du phare l'approche d'une proie. Il pourrait même la capturer et revenir dans la même journée.
L'état de Caroline du Nord, immédiatement après avoir fait sa sécession, construisit des forts sur les îles des Outer Banks et creusa des chenaux ("inlets") permettant d'entrer et de sortir des zones de hauts-fonds ("sounds"). En 1861, des bateaux de haute mer, à fort tirant d'eau, pouvaient ainsi accéder aux casemates édifiées sur les îles Ocracoke, Hatteras, and Oregon. 

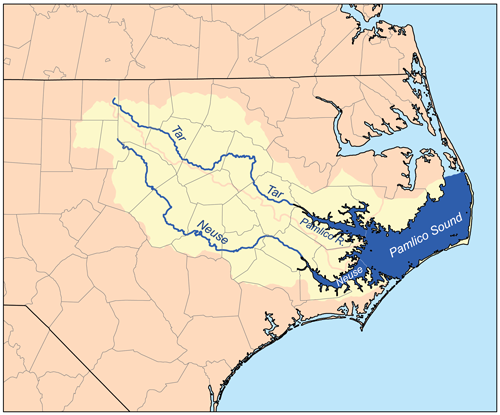
Côtes de Caroline du Nord : le "sound" ou baie de Pamlico est la plus étendue des lagunes séparées de l'Océan Atlantique par un chapelet d'îles basses (Outer Banks) convergeant au Cap Hatteras.

L'île Hatteras, étant la plus étendue, reçut 2 forts : le fort Hatteras, qui était implanté près de l'inlet (chenal), côté continent - et le fort Clark, au sud-est et à un demi-mile (800 m) de là, donnait sur l'Atlantique.
Ces forts n'étaient pas très défendus : 10 canons pour Fort Hatteras et 5 pour Fort Clark ; de plus, il s'agissait de canons de 30 livres (ou moins), de faible portée et peu adaptés à une défense côtière. Mais le principal problème était l'effectif de leurs garnisons : vu que 16 des 22 régiments d'infanterie levés en Caroline du Nord avaient été affectés à la campagne de Virginie, et vue l'étendue des côtes à surveiller, seule une fraction (moins de 1 000 hommes) du 7th North Carolina Volunteers Régiment se répartissait entre les forts des Outer Banks, et les seuls renforts disponibles auraient dû venir des villes de Beaufort ou de New-Bern (Caroline du Nord). 
Bizarrement, les autorités de Caroline du Nord ne cherchèrent pas à cacher à l'ennemi la faiblesse de leurs défenses côtières sur les Outer Banks : plusieurs capitaines de bateaux du nord détenus sur place eurent tout loisir d'inspecter les installations, de les mémoriser, et de faire leur rapport au Navy Department nordiste une fois rentrés chez eux.

## Réaction du Nord

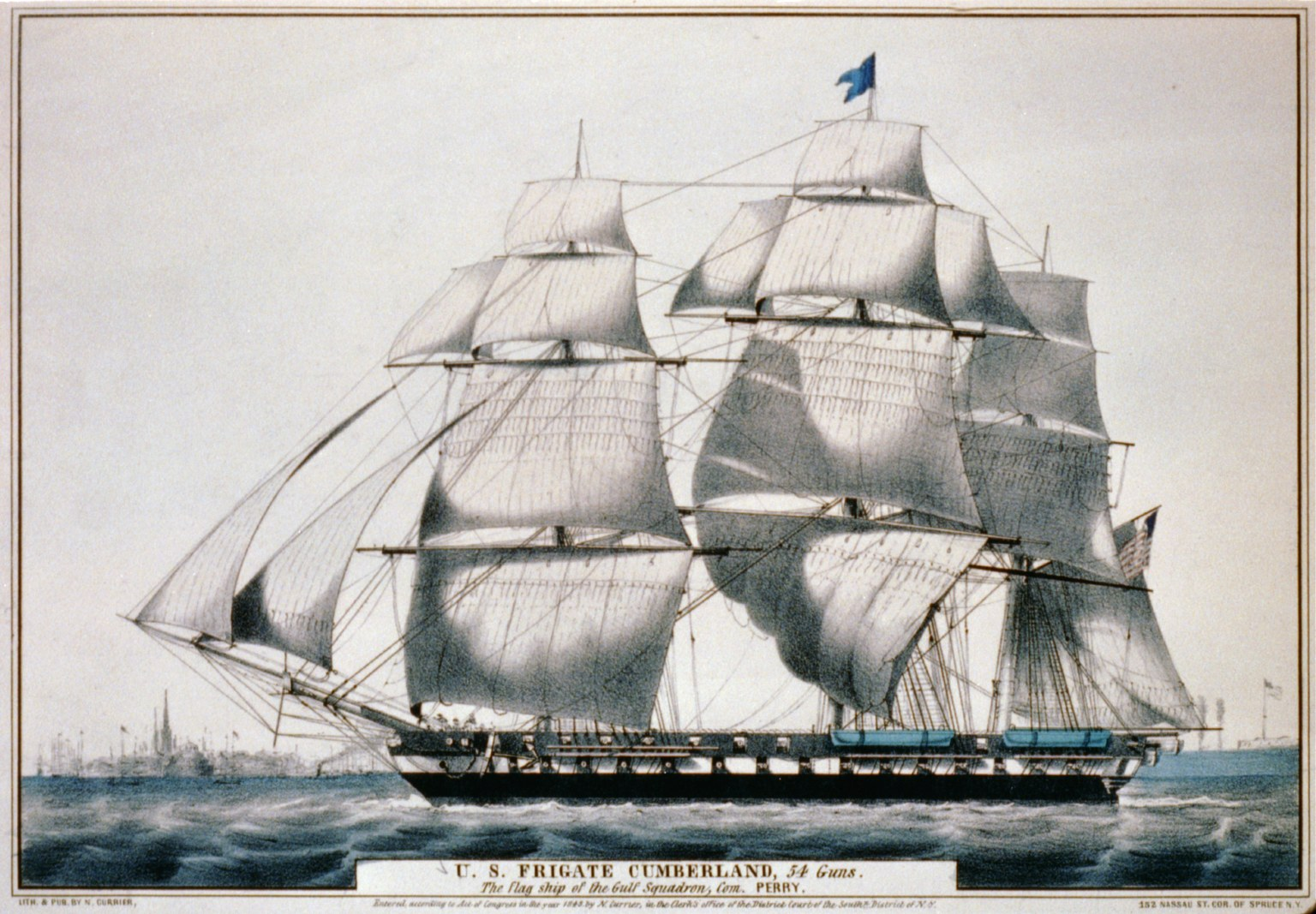
La frégate, lancée en 1842, participa à l'expédition contre les Hatteras Inlet Batteries en 1861. Elle sera éperonnée et coulée par le CSS Virginia en 1862.

Les captures de navires de commerce du nord poussèrent leurs compagnies d'assurance à se plaindre au "Secretary of the US Navy" Gideon Welles. Welles avait déjà sur son bureau un rapport du "Blockade Strategy Board" (Commission Stratégique du Blocus) l'informant qu'il serait possible d'améliorer le blocus des côtes de Caroline du Nord en coulant en travers des chenaux ("inlets") des Outer Banks de vieilles coques chargées de ballast.
Gideon Welles chargea alors le "commander" H. S. Stellwagen d'aller dans la Baie de Chesapeake acheter quelques vieilles bailles, et de référer pour la suite au "Flag Officer" (vice-amiral) Silas H. Stringham, commandant de la Flotte du Blocus Atlantique.
Stringham, quant à lui, pensait qu'il ne servirait à rien de boucher les "inlets" car les tempêtes fréquentes en ces lieux auraient vite fait de balayer les obstacles, ou de créer d'autres chenaux. Selon lui, pour assurer un blocus de la côte vraiment efficace, il valait mieux chasser les confédérés des îles en les prenant. Mais cela nécessiterait de combiner l'action de la marine et de l'infanterie…
Il se trouva que l'armée était d'accord pour coopérer avec la marine : elle devait en effet trouver une occupation au political general (politicien nommé général par protection) Benjamin Franklin Butler. Butler fut chargé de réunir 800 hommes, et en eut bientôt 840 : 500 immigrés allemands du 20th New York Volunteers, plus 220 hommes du 9th New York Volunteers, 100 de l' Union Coast Guard (en fait une unité de l'armée US provenant du 99th New York Volunteers : les U.S. Coast Guards tels que nous les connaissons actuellement n'existaient pas en 1861), et 20 artilleurs du 2d U.S. Artillery.
Ces 840 hommes furent embarqués à bord de l'Adelaide et du George Peabody, 2 bachots que Stellwagen avait trouvé en baie de Chesapeake et, comme on représentait au "commander" que ces 2 vieux bateaux ne tiendraient jamais contre une de ces soudaines et terribles tempêtes du Cap Hatteras, il répondit que de toute façon l'opération de débarquement ne pourrait avoir lieu que par beau temps.
Stringham cependant découvrit que l'opération était sous le contrôle de l'US Navy , et que donc il encourrait le blâme en cas d'échec : aussi décida-t-il d'en prendre le commandement. Il choisit pour l'opération 5 navires de guerre ( les USS Minnesota, Cumberland, Susquehanna, Wabash et Pawnee), une vedette des douanes ("revenue cutter") : le Harriet Lane, et un remorqueur, le Fanny, qui pourrait tirer les barges de débarquement.
Le 26 août 1861, la flottille (moins le Susquehanna et le Cumberland, qui rejoindront plus tard) quitte Hampton Roads, longe la côte, et arrondit le cap Hatteras le 27 août. Tous les bâtiments jettent l'ancre près du chenal, en pleine vue des défenseurs de Fort Clark. Le commandant du fort, le colonel William F. Martin, du 7e régiment de North Carolina Infantry, voit que ses 580 hommes auront besoin de renforts et en fait la demande au fort de l'île d'Ocracoke et à celui de l'île Oregon, mais ces renforts n'arriveront que le lendemain, et donc trop tard.

## La bataille

### Premier jour, jusqu'au soir

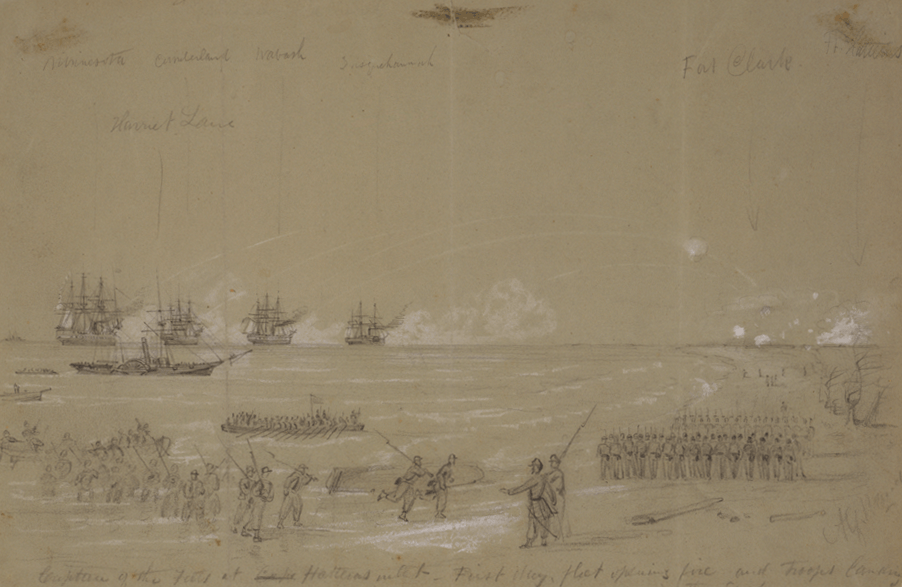
Le débarquement des fédéraux sur l'île Hatteras, pendant que les navires canonnent le fort. Noter qu'apparemment les hommes débarquent baïonnette au canon... Dessin de Alfred Waud, alors "special artist" (artiste détaché sur le terrain) du New York Illustrated News ; ses annotations en cursive sont difficilement lisibles : apparemment, c'est le "revenue cutter" (vedette des douanes) Harriet Lane qui est au premier plan.

Tôt le matin du 28 août, les USS Minnesota, Wabash et Cumberland commencent à bombarder Fort Clark, pendant que les plus petites unités accompagnent les transports de troupes à un point situé à 3 miles (5 km) de là, à l'est, où les fantassins commencent à débarquer.
Stringham fait évoluer ses navires (le Wabash remorquait le Cumberland, et le Susquehannah rejoignit à 11 heures), en  ligne et en faisant la noria : il leur avait donné l'ordre de tirer leurs bordées sans mettre en panne, puis de repartir au large, hors de portée des tirs confédérés, pour recharger leurs canons, et de revenir. En restant en route (selon la tactique inaugurée par les Français et les Britanniques au siège de Sébastopol, et alors utilisée pour la première fois par les Américains) les navires ne laissent pas les artilleurs confédérés assurer leur tir : le traditionnel avantage des forts sur les navires est donc aboli. La riposte de Fort Clark est du reste inefficace : ses tirs trop courts ou trop hauts ne touchent pas les navires.
À 12h25, à court de munitions, les confédérés abandonnent Fort Clark, soit en fuyant en bateaux, soit en rejoignant Fort Hatteras.  Le colonel unioniste Max Weber, qui avait débarqué avec ses troupes, avance vers le fort et se trouve pris sous le feu des navires pendant environ 5 minutes, jusqu'à ce que les marins remarquent le grand drapeau fédéral déployé sur le rivage.  Un seul fédéral est blessé : il est sérieusement atteint à la main par un éclat d'obus.
Cependant le débarquement connaît des difficultés :  seulement un tiers des troupes est à terre quand le vent se lève, et le clapot inonde et renverse les barges. Butler doit suspendre l'opération de débarquement, et le colonel Weber se trouve à terre avec seulement 316 hommes : 102 de son propre régiment (le 20° New York), 68 du 9° New York, 28 de l'Union Coast Guard, 45 artilleurs, 45 marines, et 28 marins connaissant le maniement des canons. Avec deux petits canons qu'ils ont réussi à faire passer à travers les vagues, ils peuvent résister à une contre-attaque, mais ne peuvent attaquer le Fort Hatteras.   

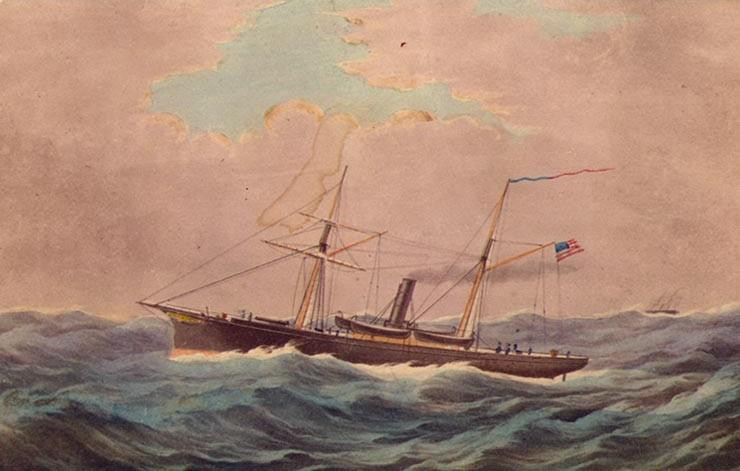
La frégate à vapeur et à hélice : ce navire de commerce lancé à Mystic Connecticut) en 1859, avait été acheté par la US Navy en 1861 et affecté à l'escadre de blocus. Longue de 180 ft (55 m), large de 29 ft (8.8 m), elle avait 12 ft 10 in (3.91 m) de tirant d'eau (selon WP english).

Devant Fort Hatteras, Stringham reprend la tactique qui a réussi à Fort Clark. Mais les confédérés retiennent leur tir, et  l'amiral, pensant que le fort a pu être abandonné (car aucun drapeau ne le surmonte) envoie l' USS  Monticello (un petit vapeur à hélice, maniable et de faible tirant d'eau) en reconnaissance, avec mission de sonder le chenal. Le fort ouvre alors le feu sur le Monticello, qui touche le fond en manœuvrant pour prendre le large, et reçoit alors 5 obus de plein fouet ; ses avaries ne seront cependant pas importantes, et l'équipage ne souffrira que de blessures sans conséquence.
Au coucher du soleil, la flotte unioniste reprend le large, craignant un coup de vent si près de terre, et les envahisseurs, sans provisions et manquant d'eau, attendent avec anxiété la réaction des confédérés.

### Pendant la nuit, et le lendemain
Dans l'obscurité, une canonnière confédérée, la CSS Warren Winslow, arrive de Fort Ocracoke avec des renforts et le vice-amiral Samuel Barron, commandant la défense côtière de  Caroline du Nord et de Virginie ; le colonel Martin cède le commandement à Barron, la garnison de Fort Hatteras passe à environ 700 hommes, et on attend de plus des renforts du port de New Bern, il semble même possible de reprendre Fort Clark...
Mais à l'aube, la mer est calme, et la flottille fédérale reprend son bombardement. Stringham réalise alors que ses pièces ont plus de portée que celles du fort : ses navires peuvent canonner le fort en restant à l'arrêt, et sont donc bien plus efficaces. Deux bateaux confédérés venus en renfort de New Bern arrivent sur les lieux ; mais l'un est repoussé et l'autre arrive à toucher terre, mais ne dépose pas de renforts et se contente d'emporter des blessés.
La garnison de Fort Hetteras est impuissante et subit le bombardement. Après 3 heures environ de patience, l'amiral Barron rassemble un conseil de guerre. Bien que les morts et blessés soient peu nombreux, il est décidé de demander le cessez-le-feu, et le drapeau blanc est hissé vers 11 heures.  Butler exige la reddition des confédérés, et Barron accepte de se rendre. 691 hommes sont faits prisonniers, et seuls les blessés graves ne sont pas envoyés en camp de détention.

## Conséquences
Benjamin Franklin Butler et Silas H. Stringham se rendirent immédiatement le premier à Washington et le deuxième à New York, avec les prisonniers. Chacun chercha apparemment à s'attribuer le mérite de la victoire (qui survenait d'ailleurs très opportunément pour remonter le moral des Unionistes après la défaite de la Première bataille de Bull Run), mais ils étaient d'accord  pour affirmer tous deux qu'il fallait laisser les chenaux des Outer Banks libres, et installer une garnison sur l'île Hatteras. 

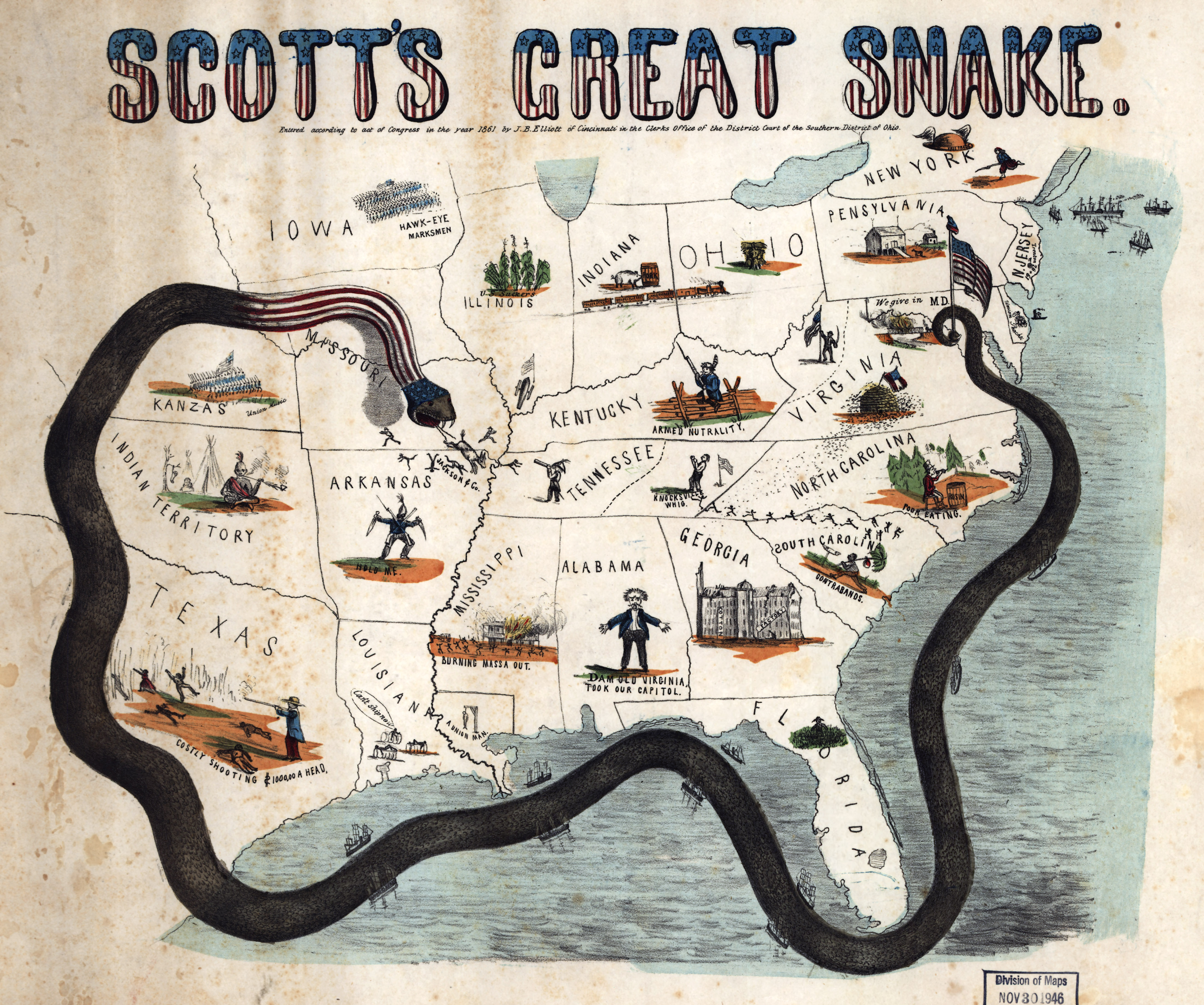
Le Plan Anaconda de Winfield Scott : un blocus maritime et fluvial tendant à étrangler la Confédération. Noter les vignettes dépréciatives ornant les États du sud, et la représentation approximative des côtes (très compliquées et de plus changeantes, il est vrai) de Caroline du Nord.

 Ces chenaux furent d'ailleurs utilisés l'année suivante par l'US Navy lors de la Campagne de Burnside en Caroline du Nord, en application du Plan Anaconda et avec l'appui de George B. McClellan, d'avril à juin 1862 : les attaques confédérées contre les navires de commerce du nord à partir de ce point de la côte atlantique cessèrent alors. 
 
D'ailleurs les Confédérés se retirèrent rapidement de l'île d'Ocracoke et de l'île Oregon, pensant qu'elles étaient indéfendables.
La tactique de la noria utilisée par Stringham fut utilisée à nouveau par l'amiral Samuel Francis Du Pont lors de la Bataille de Port Royal (Caroline du Sud), et son efficacité amena à reconsidérer l'utilité des forts côtiers face à un bombardement par une flotte d'assaut. 
Il n'existe plus de vestiges visibles des forts, mais le site est préservé par le "Cape Hatteras National Seashore".

## Sources
- (en) Cet article est partiellement ou en totalité issu de l’article de Wikipédia en anglais intitulé « Battle of Hatteras Inlet Batteries » (voir la liste des auteurs).